# Marcel Melthérorong
Marcel Melthérorong, né en 1975 à Nouméa, d'une famille originaire du Vanuatu, est un chanteur-compositeur-interprète et écrivain vanuatais, francophone,.
« Après quelques problèmes avec la justice pour des faits de délinquance mineurs » en Nouvelle-Calédonie, il part s'installer au Vanuatu en 1994. Il s'établit sur l'île de Malekula, dans le village d'où est originaire sa famille. Il en apprend peu à peu les coutumes (kastom), et s'y intègre. Dans le même temps, il s'implique dans la vie culturelle du pays, au travers de l’Alliance française. Il « participe notamment à l’organisation de concerts et spectacles, de manifestations d’ampleur comme la Fête de la Musique et les Nuits FrancoSonik ». Au début du XXIe siècle, il commence à travailler avec le Centre culturel du Vanuatu, gérant des activités culturelles pour les jeunes. Il est le fondateur du Festival des Arts de la Parole, et le cofondateur du centre musical et école de musique Tura Nambe, avec l'ethnomusicologue française Monika Stern,. Il s'implique aussi dans le programme Youth at Risk, « destiné à réhabiliter les jeunes délinquants ».
Il est le fondateur des groupes de musique XX Squad et Kalja Riddim Klan. Ce dernier constitue l'un des vecteurs de son « désir de faire dialoguer les cultures mélanésienne et occidentale ».
Écrivain, il publie son premier roman, Tôghàn, aux Éditions Alliance française du Vanuatu en 2007. Il s'agit du premier roman à avoir été écrit par un auteur vanuatais. Il dépeint « une jeunesse océanienne en perte de repères », entre « modèle occidental et valeurs mélanésiennes » ; Marcel Melthérorong s'inspire ici de sa propre jeunesse en Nouvelle-Calédonie,. Le roman est très vite « remarqué par la critique et connait un succès populaire ». Jean-Marie Gustave Le Clézio, Prix Nobel de littérature, rédige l'avant-propos à la réédition du livre en 2009, et célèbre l'émergence « d’une voix nouvelle, originale » dans « la famille de la littérature francophone ».
En octobre 2012, il est fait chevalier des Arts et des Lettres par l'ambassadeur de France au Vanuatu.
En 2013 il publie son second roman, Nagaemas, également auprès de l'Alliance française.

## Distinctions
- Chevalier de l'ordre des Arts et des Lettres (2012)